# Brooksville (Maine)
Brooksville ist eine Town im Hancock County des Bundesstaates Maine in den Vereinigten Staaten. Im Jahr 2020 lebten dort 935 Einwohner in 914 Haushalten auf einer Fläche von 132,4 km².

## Geografie
Nach dem United States Census Bureau hat Brooksville eine Gesamtfläche von 132,4 km², von denen 80,63 km² Land sind und 51,77 km² aus Gewässern bestehen.

### Geografische Lage
Brooksville ist eine Landzunge in der Penobscot Bay im Atlantischen Ozean und liegt im Südwesten des Hancock Countys. Zum Gebiet der Town gehören auch einige Inseln, die der Küste vorgelagert sind. Die bekannteste ist das Nautilus Island. Die Oberfläche ist leicht hügelig, es gibt keine nennenswerten Erhebungen. Mehrere Arme der Penobscot Bay ragen in das Festlandgebiet. Es gibt zudem einige kleinere Seen, wie den Parker Pond, den Snake Pond oder den Fresh Pond.

### Nachbargemeinden
Alle Entfernungen sind als Luftlinien zwischen den offiziellen Koordinaten der Orte aus der Volkszählung 2010 angegeben.
- Norden: Penobscot, 8,1 km
- Osten: Sedgwick, 14,1 km
- Süden: Deer Isle, 6,0 km
- Westen: Islesboro, Waldo County, 17,3 km
- Nordwesten Castine, 6,4 km

### Stadtgliederung
In Brooksville gibt es mehrere Siedlungsgebiete: Black Corner, Brooksville, Cape Rosier, Flat Landing, Harborside, Herricks, North Brooksville, Norumbega, South Brooksville, Stover Corner und West Brooksville.

### Klima
Die mittlere Durchschnittstemperatur in Brooksville liegt zwischen −6,1 °C (21° Fahrenheit) im Januar und 20,6 °C (69° Fahrenheit) im Juli. Damit ist der Ort gegenüber dem langjährigen Mittel der USA um etwa 6 Grad kühler. Die Schneefälle zwischen Oktober und Mai liegen mit bis zu zweieinhalb Metern mehr als doppelt so hoch wie die mittlere Schneehöhe in den USA; die tägliche Sonnenscheindauer liegt am unteren Rand des Wertespektrums der USA.

## Geschichte

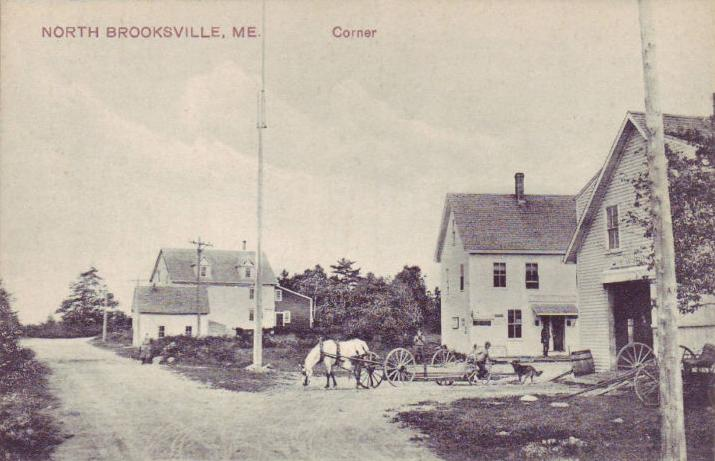
North Brooksville um 1908

Die Town Brooksville gründete sich 1817 aus Gebieten, die zuvor zu den Towns Castine, Penobscot und Sedgwick gehörten. Benannt wurde Brooksville nach John Brooks, der zum Zeitpunkt der Gründung Gouverneur von Massachusetts war. Der erste Forscher, der dieses Gebiet erreichte, war im Jahr 1605 James Rosier. Das Cape Rosier am Penobscot River in Brooksville, Maine wurde nach ihm benannt.
Die ersten Siedler waren John und Samuel Wasson und David Hawes, die bei ihrer Ankunft bereits drei illegale Siedler antrafen, die sich auf dem Gebiet ohne Genehmigungen niedergelassen hatten.
Bei Henry’s Point und in der Nähe von Oliver Bakerman errichteten die Briten 1779 Batterien mit sechs Kanonen. Beide Stellungen sind inzwischen verfallen.
Auf dem Gelände von Edmund von Mach wurden mit dessen Billigung in den 1920er Jahren durch den Archäologen Warren K. Moorehead Ausgrabungen durchgeführt. Bei diesen Ausgrabungen traten Keramikfunde mit feinen Verzierungen zutage. Die Ausgrabungsstätte wurde 1989 ins National Register of Historic Places aufgenommen.

### Einwohnerentwicklung
| Volkszählungsergebnisse – Town of Brooksville, Maine | Volkszählungsergebnisse – Town of Brooksville, Maine | Volkszählungsergebnisse – Town of Brooksville, Maine | Volkszählungsergebnisse – Town of Brooksville, Maine | Volkszählungsergebnisse – Town of Brooksville, Maine | Volkszählungsergebnisse – Town of Brooksville, Maine | Volkszählungsergebnisse – Town of Brooksville, Maine | Volkszählungsergebnisse – Town of Brooksville, Maine | Volkszählungsergebnisse – Town of Brooksville, Maine | Volkszählungsergebnisse – Town of Brooksville, Maine | Volkszählungsergebnisse – Town of Brooksville, Maine |
| Jahr                                                 | 1800                                                 | 1810                                                 | 1820                                                 | 1830                                                 | 1840                                                 | 1850                                                 | 1860                                                 | 1870                                                 | 1880                                                 | 1890                                                 |
| ---------------------------------------------------- | ---------------------------------------------------- | ---------------------------------------------------- | ---------------------------------------------------- | ---------------------------------------------------- | ---------------------------------------------------- | ---------------------------------------------------- | ---------------------------------------------------- | ---------------------------------------------------- | ---------------------------------------------------- | ---------------------------------------------------- |
| Einwohner                                            |                                                      |                                                      | 972                                                  | 1089                                                 | 1246                                                 | 1333                                                 | 1428                                                 | 1275                                                 | 1419                                                 | 1310                                                 |
| Jahr                                                 | 1900                                                 | 1910                                                 | 1920                                                 | 1930                                                 | 1940                                                 | 1950                                                 | 1960                                                 | 1970                                                 | 1980                                                 | 1990                                                 |
| Einwohner                                            | 1171                                                 | 1176                                                 | 1019                                                 | 810                                                  | 805                                                  | 751                                                  | 603                                                  | 673                                                  | 753                                                  | 760                                                  |
| Jahr                                                 | 2000                                                 | 2010                                                 | 2020                                                 | 2030                                                 | 2040                                                 | 2050                                                 | 2060                                                 | 2070                                                 | 2080                                                 | 2090                                                 |
| Einwohner                                            | 911                                                  | 934                                                  | 935                                                  |                                                      |                                                      |                                                      |                                                      |                                                      |                                                      |                                                      |

## Kultur und Sehenswürdigkeiten

### Bauwerke
In Brooksville wurde eine archäologische Stätte und ein Gebäude unter Denkmalschutz gestellt und ins National Register of Historic Places aufgenommen:
Archäologische Stätte
- Von Mach Site (ME 151/02), aufgenommen 1989, Register-Nr. 88000901

Gebäude
- Topside, aufgenommen 1975, Register-Nr. 75000229

## Wirtschaft und Infrastruktur

### Verkehr
Es gibt nur sehr wenige Straßen in Brooksville. Die Maine State Route 176 entlang der Küste von Brooklin.

### Öffentliche Einrichtungen
Brooksville besitzt keine eigenen medizinischen Einrichtungen oder Krankenhäuser. Die Nächstgelegenen befinden sich in Belfast.
Die Brooksville Free Public Library befindet sich im Town House von Brooksville.

### Bildung
Brooksville gehört mit Blue Hill, Castine, Penobscot und Surry zur School Union 93. Für die Schulbildung in Brooksville ist das Brooksville School Department zuständig.
In Brooksville befindet sich die Brooksville Elementary School mit Schulklassen von Pre-K bis zum 8. Schuljahr.

## Persönlichkeiten

### Persönlichkeiten, die vor Ort gewirkt haben
- Archibald Cox (1912–2004), Professor für Verfassungsrecht und staatlicher Sonderermittler in der Watergate-Affäre
- Edmund von Mach (1870–1927), Kunsthistoriker, Hochschullehrer, Autor und Übersetzer
- Scott Nearing (1883–1983), Autor, Pädagoge und Landwirt
- Peter Suber (* 1951), Professor der Philosophie, führend in der Open-Access-Bewegung